# دبی ترنر
دبی ترنر (انگلیسی: Debbie Turner؛ زادهٔ ۵ سپتامبر ۱۹۵۶) هنرپیشه و ملکه زیبایی اهل آمریکا است. وی به نمایندگی از میزوری برنده دوشیزه آمریکا ۱۹۹۰ شده است.